# Kathedraal van Santo Domingo
De Kathedraal van Santo Domingo is de oudste kathedraal van de Nieuwe Wereld.
Zij staat in de huidige stadswijk (barrio) Ciudad Colónial van de Dominicaanse hoofdstad Santo Domingo de Guzmán; Ciudad Colónial is in 1990 door UNESCO op de Werelderfgoedlijst is geplaatst onder de titel Koloniale stad Santo Domingo. In het Spaans wordt deze Catedral de Santa María de la Encarnación de Santo Domingo, Catedral de Santo Domingo of Catedral Primada de América genoemd.
De bouw van de kathedraal begon in 1512. In 1541 werd zij ingezegend en gewijd aan de heilige Maria.

## Graf van Columbus
- In de jaren negentig werd in de kerk een graf gevonden met daarop de naam van Christoffel Columbus. Hierdoor ontstond twijfel of het lichaam dat in de Kathedraal van Sevilla wordt bewaard dan misschien toch niet het lichaam van Columbus was maar van zijn zoon Diego Columbus. In 2006 bleek uit DNA-onderzoek dat het lichaam in Sevilla wel degelijk het lichaam van Christoffel Columbus is.